# Sommer-Universiade 1961/Leichtathletik
Die Leichtathletik-Wettbewerbe der Sommer-Universiade 1961 fanden vom 31. August bis zum 3. September 1961 im Wassil-Lewski-Nationalstadion in der bulgarischen Hauptstadt Sofia statt.

## Ergebnisse Frauen

### 100 m
| Platz | Athletin                | Land | Zeit (s) |
| ----- | ----------------------- | ---- | -------- |
| 1     | Tatjana Schtschelkanowa | URS  | 11,78    |
| 2     | Galina Popowa           | URS  | 11,90    |
| 3     | Joan Atkinson           | GBR  | 11,93    |

### 200 m
| Platz | Athletin            | Land | Zeit (s) |
| ----- | ------------------- | ---- | -------- |
| 1     | Barbara Janiszewska | POL  | 24,44    |
| 2     | Joan Atkinson       | GBR  | 24,49    |
| 3     | Wera Kabranjuk      | URS  | 24,70    |

### 800 m
| Platz | Athletin         | Land | Zeit (min) |
| ----- | ---------------- | ---- | ---------- |
| 1     | Antje Gleichfeld | FRG  | 2:07,76 UR |
| 2     | Florica Grecescu | ROU  | 2:08,67    |
| 3     | Zwetana Isaewa   | BUL  | 2:12,59    |

### 80 m Hürden
| Platz | Athletin          | Land | Zeit (s) |
| ----- | ----------------- | ---- | -------- |
| 1     | Irina Press       | URS  | 10,90 UR |
| 2     | Rimma Koscheljowa | URS  | 11,01    |
| 3     | Sneschana Kerkowa | BUL  | 11,09    |

### 4 × 100 m Staffel
| Platz | Land        | Athletinnen                                                                 | Zeit (s) |
| ----- | ----------- | --------------------------------------------------------------------------- | -------- |
| 1     | Sowjetunion | Rimma Koscheljowa Tatjana Schtschelkanowa                                   | 46,2 UR  |
| 2     | Polen       | Mirosława Sałacińska Irena Szczupak Elżbieta Krzesińska Barbara Janiszewska | 47,5     |
| 3     | Bulgarien   | Diana Jorgowa                                                               | 47,9     |

### Hochsprung
| Platz | Athletin           | Land | Höhe (m) |
| ----- | ------------------ | ---- | -------- |
| 1     | Iolanda Balaș      | ROM  | 1,85 UR  |
| 2     | Klara Puschkarjewa | URS  | 1,67     |
| 3     | Thelma Hopkins     | GBR  | 1,65     |

### Weitsprung
| Platz | Athletin                | Land | Weite (m) |
| ----- | ----------------------- | ---- | --------- |
| 1     | Tatjana Schtschelkanowa | URS  | 6,49 UR   |
| 2     | Diana Jorgowa           | BUL  | 6,12      |
| 3     | Elżbieta Krzesińska     | POL  | 6,11      |

### Kugelstoßen
| Platz | Athletin      | Land | Weite (m) |
| ----- | ------------- | ---- | --------- |
| 1     | Tamara Press  | URS  | 17,12 UR  |
| 2     | Irina Press   | URS  | 15,61     |
| 3     | Ana Roth      | ROU  | 15,59     |
| 4     |               |      |           |
| 5     |               |      |           |
| 6     | Jolán Kontsek | HUN  | 14,16     |

### Diskuswurf
| Platz | Athletin             | Land | Weite (m) |
| ----- | -------------------- | ---- | --------- |
| 1     | Tamara Press         | URS  | 58,06 UR  |
| 2     | Antonina Solotuchina | URS  | 53,82     |
| 3     | Jolán Kontsek        | HUN  | 52,51     |

### Speerwurf
| Platz | Athletin            | Land | Weite (m) |
| ----- | ------------------- | ---- | --------- |
| 1     | Jelena Gortschakowa | URS  | 51,39 UR  |
| 2     | Maria Diaconescu    | ROU  | 47,02     |
| 3     | Almut Brömmel       | FRG  | 47,65     |

## Ergebnisse Männer

### 100 m
| Platz | Athlet            | Land | Zeit (s) |
| ----- | ----------------- | ---- | -------- |
| 1     | Enrique Figuerola | CUB  | 10,38 UR |
| 2     | Berwyn Jones      | GBR  | 10,59    |
| 3     | László Mihályfi   | HUN  | 10,65    |

### 200 m
| Platz | Athlet          | Land | Zeit (s) |
| ----- | --------------- | ---- | -------- |
| 1     | László Mihályfi | HUN  | 21,27    |
| 2     | Brian Smouha    | GBR  | 21,40    |
| 3     | Brian Anson     | GBR  | 21,51    |

### 400 m
| Platz | Athlet             | Land | Zeit (s) |
| ----- | ------------------ | ---- | -------- |
| 1     | Josef Trousil      | TCH  | 47,51    |
| 2     | Jacques Pennewaert | BEL  | 48,06    |
| 3     | Otto Grasshoff     | FRG  | 48,53    |

### 800 m
| Platz | Athlet          | Land | Zeit (min) |
| ----- | --------------- | ---- | ---------- |
| 1     | Ron Delany      | IRL  | 1:51,1     |
| 2     | Rudolf Klaban   | GBR  | 1:51,4     |
| 3     | Wolfgang Schöll | FRG  | 1:51,6     |

### 1500 m
| Platz | Athlet         | Land | Zeit (min) |
| ----- | -------------- | ---- | ---------- |
| 1     | Tomáš Salinger | TCH  | 3:45,75 UR |
| 2     | Zoltan Vamoș   | ROU  | 3:45,85    |
| 3     | Rudolf Klaban  | GBR  | 3:46,16    |

### 5000 m
| Platz | Athlet         | Land | Zeit (min) |
| ----- | -------------- | ---- | ---------- |
| 1     | János Pintér   | HUN  | 14:23,4    |
| 2     | Andrei Barabás | ROU  | 14:23,8    |
| 3     | Peter Kubicki  | FRG  | 14:23,8    |
| 4     |                |      |            |
| 5     |                |      |            |
| 6     | Béla Szekeres  | HUN  | 14:30,0    |

### 110 m Hürden
| Platz | Athlet                | Land | Zeit (s) |
| ----- | --------------------- | ---- | -------- |
| 1     | Walentin Tschistjakow | URS  | 14,33    |
| 2     | Klaus Willimczik      | FRG  | 14,62    |
| 3     | Wiesław Król          | POL  | 14,81    |

### 400 m Hürden
| Platz | Athlet                 | Land | Zeit (s) |
| ----- | ---------------------- | ---- | -------- |
| 1     | Salvatore Morale       | ITA  | 50,14 UR |
| 2     | Georgi Tschewytschalow | URS  | 51,80    |
| 3     | Elio Catola            | ITA  | 52,33    |

### 4 × 100 m Staffel
| Platz | Land           | Athleten                                                             | Zeit (s) |
| ----- | -------------- | -------------------------------------------------------------------- | -------- |
| 1     | Sowjetunion    | Leonid Bartenew Walentin Tschistjakow Anatoli Michailow Edwin Osolin | 41,22    |
| 2     | Japan          | Kiyoshi Asai Hirotada Hayase Yōjirō Muro Takayuki Okazaki            | 41,30    |
| 3     | BR Deutschland | Hans-Jürgen Felsen                                                   | 41,55    |

### 4 × 400 m Staffel
| Platz | Land                   | Athleten                                                 | Zeit (min) |
| ----- | ---------------------- | -------------------------------------------------------- | ---------- |
| 1     | BR Deutschland         | Peter Hoppe Wolfgang Schöll Otto Graßhoff Albert Grawitz | 3:10,56    |
| 2     | Tschechoslowakei       |                                                          | 3:12,93    |
| 3     | Vereinigtes Königreich | Menzies Campbell John Cooper Mike Fleet Mike Robinson    | 3:14,63    |

### Hochsprung
| Platz | Athlet          | Land | Höhe (m) |
| ----- | --------------- | ---- | -------- |
| 1     | Waleri Brumel   | URS  | 2,25 UR  |
| 2     | Igor Kaschkarow | URS  | 2,08     |
| 3     | Milan Valenta   | TCH  | 2,03     |
| 4     |                 |      |          |
| 5     |                 |      |          |
| 6     | Sándor Noszály  | HUN  | 1,99     |

### Stabhochsprung
| Platz | Athlet            | Land | Höhe (m) |
| ----- | ----------------- | ---- | -------- |
| 1     | Dimitar Chlebarow | BUL  | 4,52 UR  |
| 2     | Gérard Barras     | SUI  | 4,52 =UR |
| 3     | Ihor Petrenko     | URS  | 4,52 =UR |

### Weitsprung
| Platz | Athlet              | Land | Weite (m) |
| ----- | ------------------- | ---- | --------- |
| 1     | Igor Ter-Owanessjan | URS  | 7,90 UR   |
| 2     | Takayuki Okazaki    | JPN  | 7,67      |
| 3     | Iwan Iwanow         | BUL  | 7,58      |

### Dreisprung
| Platz | Athlet          | Land | Weite (m) |
| ----- | --------------- | ---- | --------- |
| 1     | Sorin Ioan      | ROU  | 15,93 UR  |
| 2     | Oleg Rjachowski | URS  | 15,85     |
| 3     | Tomio Ōta       | JPN  | 15,65     |
| 4     |                 |      |           |
| 5     | Gyula Czapalai  | HUN  | 15,48     |

### Kugelstoßen
| Platz | Athlet          | Land | Weite (m) |
| ----- | --------------- | ---- | --------- |
| 1     | Wiktor Lipsnis  | URS  | 18,00 UR  |
| 2     | Dietrich Urbach | FRG  | 17,64     |
| 3     | Zsigmond Nagy   | HUN  | 17,57     |

### Diskuswurf
| Platz | Athlet            | Land | Weite (m) |
| ----- | ----------------- | ---- | --------- |
| 1     | Edmund Piątkowski | POL  | 59,15 UR  |
| 2     | Kaupo Mezur       | URS  | 54,20     |
| 3     | Virgil Manolescu  | ROU  | 52,52     |

### Hammerwurf
| Platz | Athlet              | Land | Weite (m) |
| ----- | ------------------- | ---- | --------- |
| 1     | Gyula Zsivótzky     | HUN  | 64,62 UR  |
| 2     | Gennadi Kondraschow | URS  | 63,38     |
| 3     | John Lawlor         | IRL  | 63,33     |
| 4     | Sándor Eckschmiedt  | HUN  | 60,95     |

### Speerwurf
| Platz | Athlet          | Land | Weite (m) |
| ----- | --------------- | ---- | --------- |
| 1     | Gergely Kulcsár | HUN  | 77,65 UR  |
| 2     | Janusz Sidło    | POL  | 77,48     |
| 3     | Rolf Herings    | FRG  | 75,67     |

### Zehnkampf
| Platz | Athlet             | Land | Punkte |
| ----- | ------------------ | ---- | ------ |
| 1     | Wassili Kusnezow   | URS  | 7918   |
| 2     | Milan Kusmanow     | BUL  | 6226   |
| 3     | Klaus-Dieter Röper | FRG  | 6209   |